# Jean-Michel Basquiat
Jean-Michel Basquiat (n. 22 decembrie 1960 – d. 12 august 1988) a fost un artist plastic haitian-american. 
Basquiat a devenit celebru pentru prima dată ca parte a duo-ului de graffiti SAMO, alături de Al Diaz, scriind epigrame enigmatice în focarul cultural Lower East Side din Manhattan, la sfârșitul anilor 1970, unde rap-ul, punk-ul și arta stradală s-au contopit în cultura muzicală hip-hop timpurie. La începutul anilor 1980, picturile sale erau expuse în galerii și muzee la nivel internațional. 
La 21 de ani, Basquiat a devenit cel mai tânăr artist care a participat vreodată la Documenta din Kassel, Germania. La 22 de ani, a fost unul dintre cei mai tineri care a expus la Bienala Whitney din New York. Muzeul Whitney de Artă Americană a organizat o retrospectivă a operelor sale de artă în 1992.
A murit la 27 de ani, devenind rapid asociat cu membrii Clubului 27.